# Leonard Nitz
Leonard Harvey Nitz (Hamilton, 30 settembre 1956) è un ex pistard statunitense.

## Palmarès

### Olimpiadi
- 2 medaglie:
  - 1 argento (Los Angeles 1984 nell'inseguimento a squadre)
  - 1 bronzo (Los Angeles 1984 nell'inseguimento individuale)

### Giochi panamericani
- 1 medaglia:
  - 1 bronzo (Indianapolis 1987 nella corsa a cronometro)